# Amal
Amal ou Hamal (123-195), por vezes chamado de "pai dos Amalos", foi, segundo a Gética de Jordanes, um rei gótico da dinastia dos Amalos do século II. Pertenceu a quarta geração dinástica, sendo filho do rei Hagal e pai de Hisarna, e foi o rei epônimo de sua dinastia.